# Vermontville (Michigan)
Vermontville – wieś w Stanach Zjednoczonych, w stanie Michigan, w hrabstwie Eaton.